# Kościół św. Jana „della Pigna”
Kościół św. Jana della Pigna (wł. Chiesa di San Giovanni della Pigna) – rzymskokatolicki kościół tytularny w Rzymie. 
Świątynia ta jest kościołem rektoralnym parafii Santa Maria in Aquiro oraz kościołem tytularnym.

## Lokalizacja
Kościół znajduje się w IX Rione Rzymu – Pigna przy Vicolo della Minerva 51.

## Patron
Kościół jest pod wezwaniem św. Jana Chrzciciela.

## Historia
Dawniej w tym miejscu stał średniowieczny kościół dedykowany świętym Eleuteriuszowi i Genezjuszowi, których relikwie miały w nim się znajdować. W XVI wieku świątynia ta popadła w ruinę. W 1582 roku papież Grzegorz XIII przekazał ją bractwu Arciconfraternita della Pietà Verso i Carcerati, a papież Sykstus V w 1585 roku przeniósł relikwie św. Eleuteriusza i Genezjusza do kościoła św. Zuzanny, ale część ich pozostawił tutaj, gdzie znajdują się pod głównym ołtarzem. Bractwo korzystało ze zniszczonego kościoła przez prawie czterdzieści lat, ale ostatecznie został on odbudowany w 1624 roku pod kierunkiem architekta Angelo Torroni, przy czym zmieniono wówczas dedykację świątyni na św. Jana Chrzciciela. W 1837 roku dokonano restauracji kościoła, którą wykonał Virginio Vespignani. Na początku XXI wieku miała miejsce gruntowna renowacja kościoła, została ona ukończona w 2007 roku.

## Architektura i sztuka
Kościół jest jednonawowy z półkolistą apsydą.
Fasada jest nieco niższa niż położona za nią nawa. Na fasadzie znajdują się cztery gigantyczne jońskie pilastry, wspierające belkowanie i trójkątny fronton z pustym tympanonem. Pomiędzy pilastrami po obu stronach wejścia znajdują się prostokątne wgłębione puste panele, nad którymi są prostokątne okna. Nad wejściem w nadprożu znajduje się uskrzydlona głowa putta, powyżej jest półkolisty fronton. We fryzie belkowania umieszczono napis: Archiconf(raternitas) Pietatis Carceratorum (będący łacińską nazwą bractwa, które odbudowało kościół).
Wnętrze kościoła
Sufit nawy jest sklepiony kolebkowo i pomalowany w sposób naśladujący zdobienia ze stiuku. Również płytka kopuła nad prezbiterium została pomalowana tak, żeby imitować zdobienia, łącznie z imitacją ośmiu szerokich żeber. W centrum kopuły namalowano Gołębicę Ducha Świętego, natomiast w pendentywach tonda z wizerunkami ewangelistów.
Edykuł głównego ołtarza jest wklęsły, w celu dopasowania do zakrzywionej ściany apsydy. Ma on cztery marmurowe kolumny, podtrzymujące belkę z fryzem. Obraz ołtarzowy przedstawia młodego Św. Jana Chrzciciela na pustyni i jest autorstwa Baldassarre Croce z początku XVII wieku. Nad belkowaniem znajduje się obramowany panel zawierający Pietę Luigiego Garzi z XVIII wieku, a powyżej umieszczono grupę sztukatorskich puttów czczących krzyż.
Kaplice boczne
Boczne kaplice wszystkie mają identyczną konstrukcję. Są one płytkimi wnękami z ołtarzami.
Pierwsza kaplica po prawej stronie poświęcona jest św. Eleuteriuszowi. Obraz w ołtarzu przedstawia jego męczeństwo, jest to dzieło autorstwa Giacomo Zoboli z ok. 1700 roku.
Druga kaplica po prawej stronie została dedykowana św. Genezjuszowi, XVIII-wieczny anonimowy obraz w ołtarzu przedstawia jego chrzest.
Pierwsza kaplica po lewej stronie poświęcona jest Matce Bożej.
Drugą kaplicę po lewej stronie dedykowano św. Teresie z Ávili, w ołtarzu przedstawiono jej wizję Chrystusa.

## Kardynałowie diakoni
Kościół św. Jana della Pigna jest jednym z kościołów tytularnych nadawanych kardynałom-diakonom (Titulus Sancti Ioannis a Pinea). Tytuł ten został ustanowiony 25 maja 1985 roku przez papieża Jana Pawła II.
- Francis Arinze (1985-1996), tytuł prezbiterialny pro hac vice (1996-2005)
- Raffaele Farina SDB (2007-2018), tytuł prezbiterialny pro hac vice (2018-nadal)